# Antocha lacteibasis
Antocha lacteibasis là một loài ruồi trong họ Limoniidae. Chúng phân bố ở miền Cổ bắc.